# Shui diao ge tou
Shui diao ge tou (chinesisch 水調歌頭 / 水调歌头, Pinyin Shuǐ diào gē tóu) ist die Bezeichnung eines Reimschemas, welches im Ci-Gedicht 水調歌頭·丙辰中秋 / 水调歌头·丙辰中秋,  Shuǐdiào gētóu – Bǐngchén zhōngqiū des Dichters Su Shi der Song-Dynastie verwendet wurde. Es gibt verschiedene Ci, die alle denselben Namen, das Reimschema, Shui diao ge tou tragen; davon ist jenes von Su Shi das berühmteste.

## Text des Gedichts
| Schriftzeichen                                                       | Schriftzeichen                                                       | Pinyin | Deutsche Übersetzung |
| Langzeichen                                                          | Kurzzeichen                                                          | Pinyin | Deutsche Übersetzung |
| -------------------------------------------------------------------- | -------------------------------------------------------------------- | --- | --- |
| 水調歌頭                                                             | 水调歌头                                                             | Shǔidiào Gētóu | Titel |
| 丙辰中秋， 歡飲達旦， 大醉。 作此篇， 兼懷子由。                     | 丙辰中秋， 欢饮达旦， 大醉。 作此篇， 兼怀子由。                     | Bǐngchén Zhōngqiū, huān yǐn dá dàn, dà zuì. Zuò cǐ piān, jiān huái Zǐyóu.                                           | Im Jahre Bingchen zum Mondfest, feierten wir bis zum Morgengrauen in tiefem Rausch. Ich schrieb diesen Text und dachte gleichzeitig an Ziyou. |
| 明月幾時有？ 把酒問靑天。 不知天上宮闕， 今夕是何年？                | 明月几时有？ 把酒问青天。 不知天上宫阙， 今夕是何年？                | Míng yuè jǐ shí yǒu? Bǎ jiǔ wèn qīngtiān. Bú zhī tiān shàng gōngquè, jīn xī shì hé nián.                            | Heller Mond, wann erschienest du? Bei etwas Wein fragte ich den Himmel. Im Palast des Himmels weiß niemand, In welchem Jahr dieser Abend liegt. |
| 我欲乘風歸去， 唯恐瓊樓玉宇， 高處不勝寒。 起舞弄淸影， 何似在人間！ | 我欲乘风归去， 唯恐琼楼玉宇， 高处不胜寒。 起舞弄清影， 何似在人间！ | Wǒ yù chéngfēng guīqù, wéi kǒng qiónglóu yùyǔ, gaōchù bú shēng hán. Qǐwǔ nòng qīngyǐng, hé sì zài rénjiān.          | Ich möchte auf dem Wind nach Hause reiten, allein ich verstecke mich im Mondpalast, als könnte ich die Kälte in der Höhe nicht ertragen. Also tanze ich im Schatten des Mondlichtes, diese Menschenwelt – Wie kann ich sie mit eurer vergleichen?                                                                             |
| 轉朱閣， 低綺戶， 照無眠。 不應有恨， 何事長向別時圓？               | 转朱阁， 低绮户， 照无眠。 不应有恨， 何事长向别时圆？               | Zhuǎn zhū gé, dī qǐ hù, zhào wú mián. Bú yīng yǒu hèn, hé shì cháng xiàng bíe shí yuán?                             | Drehende rote Kammern, herabgelassene Stofffenster, du scheinst auf die Schlaflosen. Du willst uns nichts böses, aber warum bist du so voll, wenn Menschen getrennt sind? |
| 人有悲歡離合， 月有陰晴圓缺， 此事古難全。 但願人長久， 千里共嬋娟。 | 人有悲欢离合， 月有阴晴圆缺， 此事古难全。 但愿人长久， 千里共婵娟。 | Rén yǒu bēi huān lí hé, yuè yǒu yīn qíng yuán quē, cǐ shì gǔ nán quán. Dàn yuàn rén zhángjiǔ, qiānlǐ gòng chánjuān. | Menschen haben Kummer und Freude, Trennung und Zusammenkunft, Der Mond hat dunkle und klare, volle und halbe [Zeiten], solche Dinge waren schon immer kompliziert. Aber ich hoffe, wir beide werden ein langes Leben haben, auch wenn uns tausend Meilen trennen, können wir doch die Schönheit des Mondes zusammen genießen. |